# 1906년 중간 올림픽 조정 남자 1mi 유타페어
1906년 중간 올림픽 조정 남자 1mi 유타페어는 그리스 아테네에서 개최된 1906년 중간 올림픽 조정의 세부 종목이다. 1906년 4월 27일에 제아 만에서 진행되었으며, 5개국에서 21명의 선수가 참가하였다.

## 경기장
| 도시   | 경기장  | 로마자     | 비고    |
| ------ | ------- | ---------- | ------- |
| 아테네 | 제아 만 | Bay of Zea | 전 경기 |

## 경기 결과
| 순위 | 팀                                 | 선수                                              | 국가           | 기록   | 비고 |
| ---- | ---------------------------------- | ------------------------------------------------- | -------------- | ------ | ---- |
| 1    | Bucintoro Venezia                  | 에밀리오 폰타넬라 엔리코 브루나 조르조 체사나     | 이탈리아 (ITA) | 7:32.4 |      |
| 2    | Royal Club Nautique de Gand        | 레미 오르방 막스 오르방 테오필라코스 프실리아코스 | 혼성 (ZZX)     | 8:00.0 |      |
| 3    | Société Nautique de Bayonne        | 아돌프 페르나르 장바티스트 마티외 조세 알세       | 프랑스 (FRA)   | 8:08.6 |      |
| 4    | Dansk Idræts Forbund               | 불명                                              | 덴마크 (DEN)   | 불명   |      |
| 불명 | Société Nautique de la Basse Seine | 불명                                              | 프랑스 (FRA)   | 불명   |      |
| 불명 | Panhellenios Gymnastikos Syllogos  | 불명                                              | 그리스 (GRE)   | 불명   |      |
| 불명 | Peiraikos Syndesmos                | 불명                                              | 그리스 (GRE)   | 불명   |      |

## 메달리스트
| 금                                                                 | 은                                                                 | 동                                                             |
| 이탈리아 (ITA) · 에밀리오 폰타넬라 · 엔리코 브루나 · 조르조 체사나 | 혼성 (ZZX) · 레미 오르방 · 막스 오르방 · 테오필라코스 프실리아코스 | 프랑스 (FRA) · 아돌프 페르나르 · 장바티스트 마티외 · 조세 알세 |

## 참고 자료
- (영어) “Rowing at the 1906 Athina Summer Games: Men's Coxed Pairs (1 mile)”. sports-reference.com. 2011년 9월 14일에 원본 문서에서 보존된 문서. 2011년 1월 14일에 확인함.
- (영어) De Wael, Herman. “Herman's Full Olympians: "Rowing 1906".”. 2013년 9월 21일에 원본 문서에서 보존된 문서. 2011년 1월 14일에 확인함.